# Kishore Kumar Kujur
Kishore Kumar Kujur (ur. 6 stycznia 1964 w Gaibira) – indyjski duchowny rzymskokatolicki, od 2013 biskup Rourkela.

## Życiorys
Święcenia kapłańskie przyjął 7 lutego 1993 i został inkardynowany do diecezji Sambalpur. Pracował głównie w regionalnym seminarium w Orissie jako wykładowca biblistyki. W latach 2003–2013 odpowiadał też za formację seminarzystów pochodzących z diecezji.
26 lipca 2013 został mianowany biskupem diecezji Rourkela. Sakry biskupiej udzielił mu 29 września 2013 kard. Telesphore Toppo.